# Merišće
Merišće (wł. Merischie) – wieś w Chorwacji, w żupanii istryjskiej, w mieście Buje. W 2011 roku liczyła 59 mieszkańców.